# Claudio Úbeda
Claudio Úbeda (sinh ngày 17 tháng 9 năm 1969) là một cầu thủ bóng đá người Argentina.

## Sự nghiệp câu lạc bộ
Claudio Úbeda đã từng chơi cho Tokyo Verdy.

## Thống kê câu lạc bộ

### J.League
| Đội         | Năm       | J.League | J.League | J.League Cup | J.League Cup | Tổng cộng | Tổng cộng |
| Đội         | Năm       | Trận     | Bàn      | Trận         | Bàn          | Trận      | Bàn       |
| ----------- | --------- | -------- | -------- | ------------ | ------------ | --------- | --------- |
| Tokyo Verdy | 2004      | 25       | 3        | 8            | 0            | 33        | 3         |
| Tổng cộng   | Tổng cộng | 25       | 3        | 8            | 0            | 33        | 3         |